# John Brodhead

John Brodhead

John Brodhead (* 5. Oktober 1770 in Lower Smithfield, Fayette County, Province of Pennsylvania; † 7. April 1838 in Newfields, New Hampshire) war ein US-amerikanischer Politiker. Zwischen 1829 und 1833 vertrat er den Bundesstaat New Hampshire im US-Repräsentantenhaus.

## Werdegang
John Brodhead besuchte die öffentlichen Schulen seiner Heimat und die Stroudsburg Academy. Nach einem Theologiestudium wurde er als Geistlicher ordiniert. Neben seinen anderen Tätigkeiten blieb Brodhead sein ganzes Leben lang in diesem Beruf tätig. Im Jahr 1796 zog er nach Neuengland, wo er im Tal des Connecticut River einige Methodistengemeinden betreute. Zwischen 1901 und 1809 war er in Canaan (New Hampshire) ansässig. Im Jahr 1809 zog er nach Newfields, ebenfalls in New Hampshire.
Zwischen 1817 und 1827 war Brodhead Mitglied des Senats von New Hampshire; 1825 wurde er Kaplan dieses Gremiums. In den 1820er Jahren wurde er ein Anhänger von Andrew Jackson, dessen Demokratischer Partei er dann beitrat. Bei den Kongresswahlen des Jahres 1828, die staatsweit abgehalten wurden, wurde er für das erste Abgeordnetenmandat von New Hampshire in das US-Repräsentantenhaus in Washington gewählt. Dort trat er am 4. März 1829 die Nachfolge von Ichabod Bartlett an. Nach einer Wiederwahl im Jahr 1830 konnte er bis zum 3. März 1833 zwei Legislaturperioden im Kongress absolvieren. In dieser Zeit wurde die Politik des ebenfalls im Jahr 1828 gewählten Präsidenten Jackson heftig diskutiert. Dabei ging es vor allem um die geplante Schließung der Bundesbank und den sich abzeichnenden Konflikt mit dem Staat South Carolina, der dann zur Nullifikationskrise führte. Ein anderer Diskussionsgegenstand war der Indian Removal Act, den Präsident Jackson trotz eines gegenteiligen Urteils des Obersten Gerichtshofs durchführen ließ.
Für die Wahlen des Jahres 1832 verzichtete John Brodhead auf eine weitere Kandidatur. In den folgenden Jahren zog er sich wieder aus der Politik zurück. Er blieb aber weiterhin als Geistlicher aktiv. Er starb im April 1838 in Newfields.